# 閻宗衍
閻宗衍，字亢能，山西長治縣人，清朝政治人物，同進士出身。阎必崇之子。
康熙四十八年，登進士，官四川封川縣知县。